# Giuseppe Maria Giovene
Giuseppe Maria Giovene, né le 23 janvier 1753 à Molfetta et mort dans cette même ville le 2 janvier 1837, est un religieux et un naturaliste italien.

## Biographie
Né à Molfetta, dans les Pouilles, le 23 janvier 1753, d’une famille noble, il perdit son père étant encore enfant. Sa mère, aidée des conseils d’Orlandi, évêque de Molfetta, confia son éducation à un prêtre fort habile. Il existait alors dans cette ville un collège de jésuites ; Giovene y fut reçu novice à l’âge de treize ans, puis envoyé à Naples, où il s’appliqua à l’étude des langues grecque et latine. Il était au moment de terminer son noviciat et de prononcer ses vœux lorsque la société fut supprimée ; alors il retourna dans sa famille. Mais décidé à se consacrer à l’Église, il prit l’habit ecclésiastique, revint à Naples pour étudier le droit civil et canonique, sans oublier les sciences naturelles, pour lesquelles il avait un goût particulier.
La ville de Naples avait depuis 1770 rappelé Giuseppe Saverio Poli, professeur de philosophie à Padoue, pour illustrer l’université et l’Académie parthénopéenne. Giovene se concilia la bienveillance de ce professeur ; il se perfectionna dans l’étude de la physique et suivit les cours d’anatomie, de chimie, de botanique et de minéralogie, professés par les fameux Cirillo, Serano, Petagna, Cotogno et Sementini, qui faisaient l’honneur de cet ancien athénée. L’étude des sciences ne put le détourner de son projet d’entrer dans les ordres, et il reçut de l’évêque Orlandi le sous-diaconat ; il eut bientôt le chagrin de faire l’oraison funèbre de cet excellent prélat. Cet éloge a été imprimé à Naples en 1775. Peu de temps après Giovene fut nommé chanoine à Molfetta et reçu docteur à l’université, puis devint grand vicaire de l’évêque Antonnucci, ce qui ne lui fit point abandonner les sciences naturelles. C’est à lui et à l’abbé Fortis que l’on doit le nitrate de potasse, qu’il découvrit en 1785 dans le grand cratère de Pulo, près de Molfetta.
L’année suivante, tandis que Dolomieu, Gioeni, Godechart, Hamilton, Vivenzio et plusieurs autres savants observaient les bouleversements de la nature dans les Calabres, Giovene écrivit : 1° Lettera al signor abbate Fortis, intorno alla nitrosità naturale della Puglia. Cette lettre, qui fut traduite en français par Zimmermann, et communiquée en 1788 à l’Académie des sciences de Paris, forme 1 volume in-8°, publié à Milan, à Paris et à Venise. L’abbé Fortis, enchanté de l’amitié de Giovene, le mit en correspondance avec les personnages les plus distingués, entre autres avec l’abbé Toaldo, météorologiste, dont il reçut plusieurs instruments pour faire des observations qu’il publia en 1788, année fort extraordinaire dans cette contrée par des pluies abondantes, suivies d’une brûlante sécheresse et d’un hiver glacial. 2° Des discours météorologiques, au nombre de dix, dont huit ont été insérés dans les Opuscules scientifiques de Milan, depuis le 12e jusqu’au 19e volume, et dans le Journal littéraire de Naples, volume 99 et suivants.
Les Calabres abondaient en oliviers, et Giovene ayant observé une maladie très-dangereuse pour ces arbres, qu’on appelle la gale ou le clou, et que Pline l'Ancien avait décrite, il écrivit : 3° Memoria sulla rogna degl’olivi, Naples, 1789, in-8°, ouvrage dans lequel il démontre que cette maladie vient d’une stagnation de la sève dans l’écorce, et donne des remèdes pour la guérir. Un an après il publia : 4° Lettera al chiaro consigliere Mattei, Naples, 1790, in-8°. Cette intéressante lettre a pour objet de prouver, d’après Virgile, que le nitre servit même aux anciens comme un très-bon engrais. Un insecte, appelé musca olea par le naturaliste Petagna, détruisait les oliviers en 1791, Giovene publia : 5° Avviso per la distruzione dei vermi che rodono la pulpa degl’olivi, Naples, 1792, in-8°. Les remèdes qu’il avait proposés réussirent parfaitement, et Serafino Gatti en fit de grands éloges. À la même époque il fit paraître : 6° Instruzione sulla cultura del cotone a colore di Camoscio, Milan, 1792, in-8°. L’auteur pense que cette espèce de coton nankin vient de l’Amérique ; il parle de sa culture et de la solidité de sa couleur, qui est ravivée par les substances alcalines.
Une dissertation sur les mouvements irréguliers de l’aiguille aimantée de Van Swinden avait été couronnée par l’Académie royale de Munich ; alors Giovene voyant que les Observations atmosphériques et barométriques, qu’il avait fait paraître antérieurement à cette dissertation, étaient en rapport avec les théories indiquées et approuvées par les académiciens, publia en 1799, dans les Mémoires de la société italienne, ses opinions sur l’expansion du fluide électrique dans l’atmosphère, avec un appendice sur les aurores boréales, ouvrage qui fut loué par Thouvenel et par le physicien Poli, dans le 5e volume de sa Physique expérimentale. Giovene donna encore en 1800 un ouvrage curieux : 7° De’ pronostici ragionati delle annate e delle stagioni, inséré dans les Mémoires de la société italienne, et dans lequel il prétendit, d’après les conjectures de l’abbé Toaldo, qu’on pourrait prédire la stérilité ou l’abondance de l’année, comme on prédit par des calculs l’arrivée d’une comète.
En 1803 il publia : 8° Lettera sopra alcune rose prolifere, car il avait observé des roses au milieu desquelles sortait une seconde fleur ; 9° Lettera sulla pioggia rossigna al signor abbate Amoretti, dans les Opuscules de Milan, 1803. Ces observations météorologiques et physiques le firent admettre dans les sociétés savantes de Milan, de Florence, de Vienne, de Naples et de Rome ; et tandis que Giovene restait à sa maison de campagne pour rétablir sa santé, détériorée par tant de travaux, il écrivit encore : 10° La mia Villegiatura, Parme, 1804, in-12 ; ouvrage sentimental à l’imitation de ceux, de Sterne, de Jacobi et d’Young, dans lequel il démontre que l’homme philosophe n’est jamais seul. 11° Prospetto comparato della pioggia nella Puglia, 1805 ; 12° Memoria sulla caduta delle foglie degl’alberi nell’autunno, 1806 ; 13° Notizie d’un banco di tufo lacustrale in riva al mare nelle vicinanze di Trani nella Puglia, 1807, notice insérée dans les Actes de la société italienne. C’est d’après cette découverte d’un banc de tuf fluviatile qu’il conjectura avec Thomson et Patrin que la mer Adriatique n’a pas toujours existé ; 14° Notizie sull’Argonauta Argo de Linné, 1807 ; 15° Descrizione storica della cocciniglia dell’ulivo, Modène, 1807.
En 1806 Giovene fut obligé de retourner en ville, chargé par le pontife Pie VII de l’administration de l’église d’Otrante, en qualité de vicaire apostolique ; il fut aussi nommé surintendant des études dans les provinces de Lecco et Basilicata, président de la société économique, et décoré de l’ordre du Mérite des Deux-Siciles. Avec tant de charges, il trouva encore le temps d’écrire les notices suivantes : 16° Osservazioni medico meteorologiche, dans les Opuscules de Milan, 1807 ; 17° Notizie geologiche e meteorologiche della Iapigia ; Lettera al cav. Amoretti, Milan, 1810 ; 18° Delle cavallette pugliesi, 1812. C’est un traité de l’origine et de la nature de ces fléaux de sauterelles dont parle la Bible. Après la suppression du vicariat apostolique en 1816, Giovene retourna à Molfetta où il écrivit sur la formation du nitre naturel : 19° Della formazione del nitro e dei sali che lo compongono, Modène, 1819. L’auteur prouve que le nitre se recompose journellement, non-seulement sur la superficie, mais encore dans l’intérieur de la terre. Les commotions politiques de 1820 et 1821 l’obligèrent de se rendre à Naples comme député au parlement ; mais à la dissolution de cette assemblée il retourna dans sa patrie pour ne plus en sortir, et publia : 20° Notizie geologiche sulle due Puglie, Modène, 1824. Quelque temps après il écrivit un mémoire d’ichtyologie sur différents poissons rares de la mer Adriatique : 21° Di alcuni pesci del mare di Puglia, 1827.
En sa qualité de chanoine et de grand vicaire, Giovene a écrit : 1° Examen de l’ouvrage de Mastrofini sur l’usure ; 2° une Dissertation sur le sacrement de pénitence, qu’il prouve être d’institutution divine ; 3° Kalendaria vetera, manuscripta, aliaque monumenta ecclesiarum Apuliæ et lapygiæ, Naples, 1824, in-4° ; 4° Vita beati Conradi Bavari, civitatis Melphieti patroni, Naples, 1836, in-8° ; ce fut le dernier ouvrage de Giovene, qui mourut le 2 janvier 1837, à l’âge de 83 ans. Le portrait de l’archiprêtre Giovene fut placé dans la grande salle de la ville ; et sur sa tombe, dans la cathédrale de Maria SS. Assunta, on éleva un monument sur lequel on lit une inscription modeste qu’il avait écrite lui-même dans son testament.

## Sources
- « Giovene (Joseph-Marie) », dans Louis-Gabriel Michaud, Biographie universelle ancienne et moderne : histoire par ordre alphabétique de la vie publique et privée de tous les hommes avec la collaboration de plus de 300 savants et littérateurs français ou étrangers, 2e édition, 1843-1865 [détail de l’édition]